# Erato

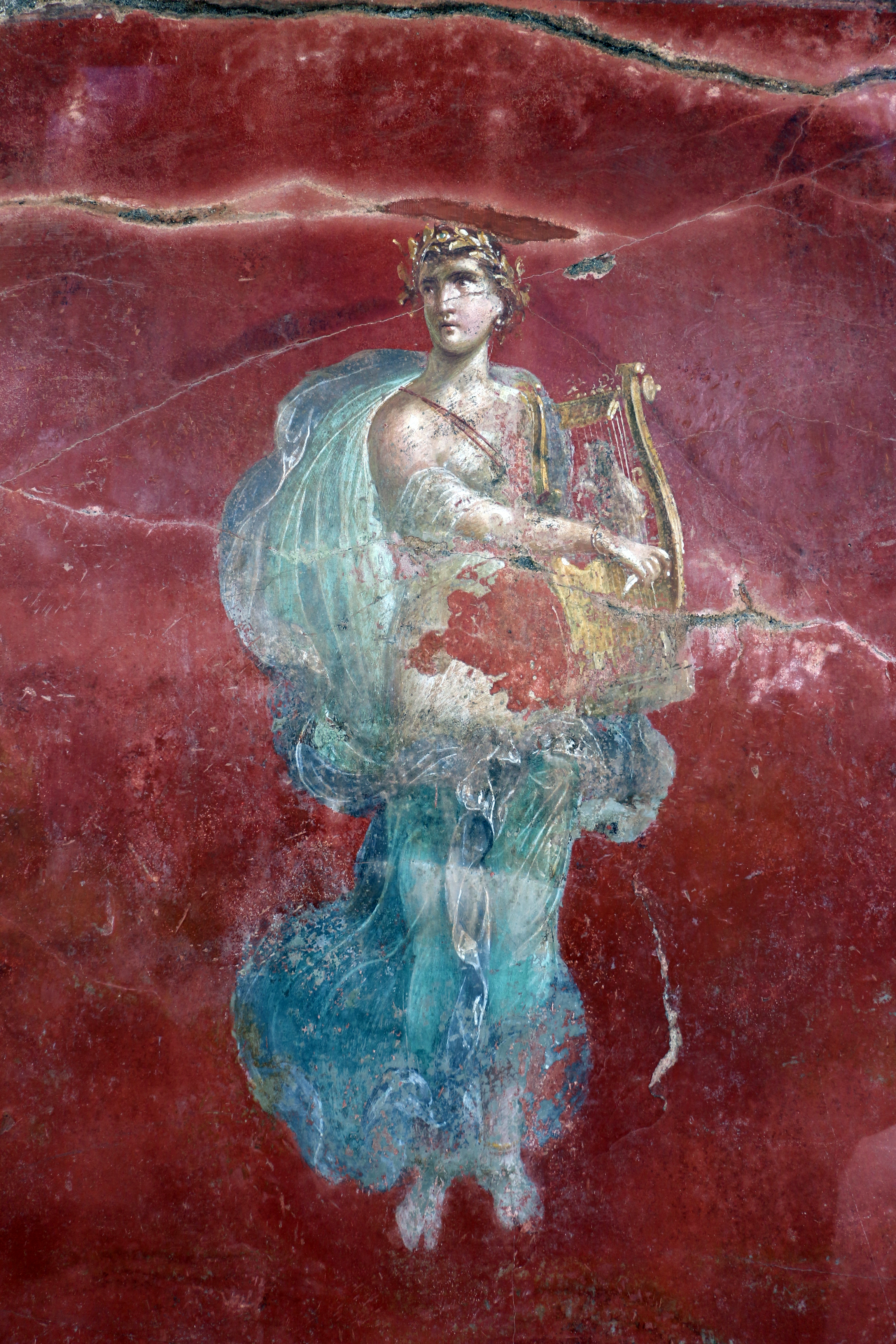
Erato auf einem antiken Fresko aus Pompeji

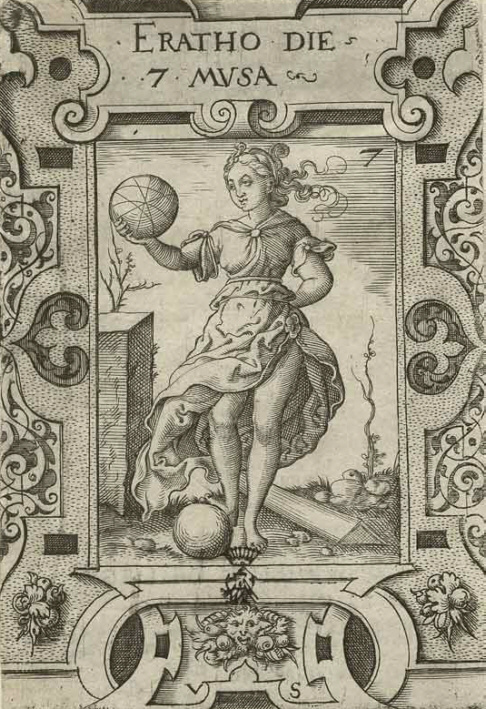
Erato (Stich von Virgil Solis aus P. Ovidii Metamorphosis von 1562).

Erato (griechisch Ἐρατώ, Eratṓ, deutsch „die Liebevolle“, „die Liebliche“, „die Geliebte“; Betonung auf der ersten oder zweiten Silbe, im Griechischen auf der letzten Silbe) ist in der griechischen Mythologie eine der neun Musen. Sie ist die Muse der Liebesdichtung, des Gesanges und des Tanzes. Erato ist eine Tochter des Zeus und der Mnemosyne.
Der griechische Dichter Apollonios von Rhodos ruft Erato an, damit er von der Liebe Jasons und Medeas singen kann. Beim römischen Dichter Ovid ist es Erato selbst, die von Kronos und Rhea und der Geburt des Zeus erzählt.
Eine andere Erato, eine Nereide, soll in älterer Zeit Prophetin des Pan gewesen sein, der in Lykosoura in Arkadien ein Heiligtum hatte, wo man sein Orakel einholte. Erato war Gattin des Arkas. Mit Arkas hatte sie drei Söhne: Azan, Apheidas und Elatos.
Eine weitere Erato ist eine der Thespiaden, der fünfzig Töchter des Thespios, mit denen Herakles Söhne zeugte.